# ارباب حلقه‌ها: یاران حلقه (بازی ویدئویی)
ارباب حلقه‌ها: یاران حلقه (به انگلیسی: The Lord of the Rings: The Fellowship of the Ring) یک بازی ویدئویی به سبک اکشن-ماجراجویی است که توسط هول اکسپرینس برای کنسول اکس‌باکس توسعه یافته و به‌وسیلهٔ شرکت بلک لیبل گیمز در تاریخ ۲۴ سپتامبر، ۲۰۰۲ منتشر شده‌است. نسخه‌ای سازگار شده از این بازی توسط پاکت استودیوز برای کنسول بازی دستی گیم بوی ادونس، و به‌وسیله سوررئال سافتور برای پلی‌استیشن ۲، مایکروسافت ویندوز عرضه شد.

## خلاصه داستان
بازی با صحنه ای آغاز می‌شود که گندالف (با صداپیشگی تام کین) از فرودو (استیو استالی) دیدار می‌کند و اهمیت و پیشینه حلقه را برایش توضیح می‌دهد. فرودو پیشنهاد می‌کند که حلقه نابود شود و گندالف توضیح می‌دهد که تنها آتش‌هایی که آن را ساخته‌اند قدرت نابود کردنش را دارند: آتش‌های کوه نابودی در قلب موردور. از آنجا که گندالف نمی‌تواند حلقه را خودش حمل کند (از ترس فاسد شدنش)، فرودو داوطلب این ماموریت می‌شود. سمیوایز گمجی (با صداپیشگی اسکات منویل در نسخه PC و PS2، اما کلیف برادوی در نسخه ایکس‌باکس) که مخفیانه این گفتگو را شنیده، داوطلب همراهی فرودو می‌شود و گندالف موافقت می‌کند، به آنها می‌گوید که باید به ریوندل بروند و با الروند صحبت کنند. او همچنین به فرودو هشدار می‌دهد که هرگز از حلقه استفاده نکند، چون این کار شروع به فاسد کردنش خواهد کرد و توجه سائورون و نازگول‌ها را جلب خواهد نمود.
در شب عزیمت فرودو، یکی از نازگول‌ها به شایر می‌آید و به دنبال خانه بگینز می‌گردد. فرودو موفق می‌شود از نازگول فرار کند و به ملاقات سام می‌رود، که او را در حالی می‌یابد که پرگرین "پیپین" توک (جیمز آرنولد تیلور) و مریادوک "مری" برندیباک (کویینتین فلین) همراهیش می‌کنند. فرودو بسیار متعجب می‌شود وقتی می‌فهمد آنها از وجود حلقه و سائورون باخبرند، چرا که سال‌هاست بیلبو، فرودو و گندالف را زیر نظر داشته‌اند. آنها قسم می‌خورند که در این سفر فرودو را همراهی کنند. این بخش از داستان، ماجرای شکل‌گیری گروه یاران حلقه را به تصویر می‌کشد و خطرات پیش رو را معرفی می‌کند.